# Traje de ama de cría pasiega

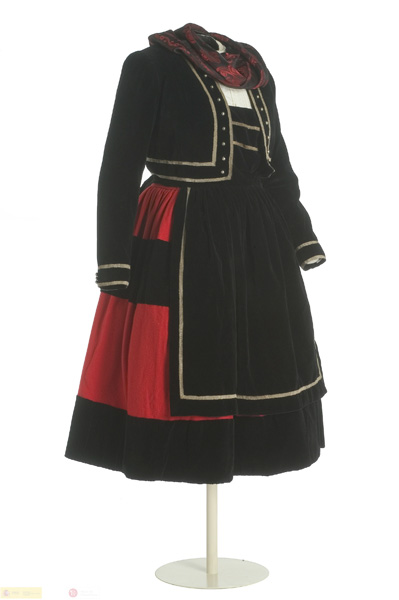
Traje de ama de cría pasiega

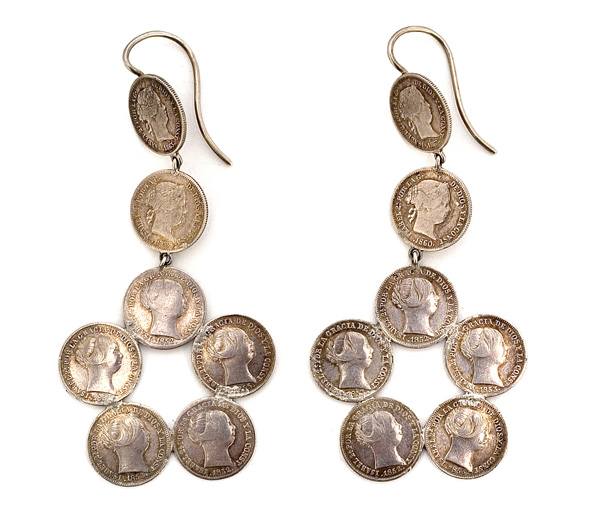
Pendientes de plata de tres cuerpos, formados por monedas

El traje de ama de cría pasiega es el traje tradicional que identificaba a las mujeres que amamantaban a los niños de otras familias.  Su indumentaria llegó a convertirse en su uniforme.

## Contexto histórico
Se llamaban  ''amas de cría'' a las mujeres que amamantaban a niños de familias ajenas.
Cuando llegaban a la ciudad se dirigían a la llamada Casa de las Amas o bajo la tutela de la rectora de Amas, en espera de ser llamadas a Palacio. El Ama que daba de mamar solía ir acompañada de una o dos Amas “de retén” por si fuera necesario. 

## Origen del ama de cría pasiega.
Procedían principalmente del Valle del Pas (Pas, Miera y Pisueña, en la actual Comunidad Autónoma de Cantabria), pero también incluye la zona montañosa de la provincia actual de Burgos.

## Características físicas de la mujer
La edad de las candidatas se encontraba entre los veinte y los treinta y cinco años.  Las mujeres tenían que reunir una serie de requisitos físicos para llegar a ser amas de crías, es decir, se prefería de constitución fuerte y robusta y de desarrollo torácico adecuado, se excluían las excesivamente obesas, puesto que podría ser un problema a la hora de amamantar.  La boca era una parte fundamental del análisis.  Tenían que tener unas encías sanas, rosadas y firmes, lo que evitaba el mal aliento que podía ahuyentar al bebe lactante.  La falta de piezas dentales y de caries también serán un problema de salud que podían eliminar a las candidatas.
Otra característica importante es si era una nodriza primeriza o una multípara; en la mayoría de casos se prefería que hubieran sido madres ya que tenían por tanto una experiencia en la crianza y manejo de una criatura.
Se sometían a exámenes médicos para conocer si padecía algún tipo de infección o familiares infectados por la tuberculosis. Uno de los aspectos que más se estudiaba era el pecho, tanto en el volumen total de la glándula, como en el porcentaje de tejidos adiposo que lo componen.

## Traje de ama de cría pasiega
Es un tipo de traje clasificado como “de oficio” y llegó a ser con el tiempo un uniforme identificador de dicho oficio.  Sus vestimentas eran muy ricas porque indirectamente identificaban el emblema del poder de las familias acomodas que contrataban sus servicios en el siglo XIX-XX y que evolucionó  a lo largo de los años de forma importante, como por ejemplo a inicios del siglo XX se incorporan prendas y accesorios de algodón blanco (guantes, media, puños, etc.). 
Compuesto por:
- Blusa: de batista, tafetán de algodón. Abierta en la parte delantera, donde se cierra con nueve botones de nácar.  En la cintura tiene tablas recogidas, abiertas y sujetas con unas puntadas, para darle holgura.  La manga es recta y con vuelos en los hombros y bocamangas con puños de encaje que cierra con botón y presilla.
- Chaqueta: de terciopelo de seda negro con forro de satén negro. Ceñida y corta, bastante abierta y con escote y contorno adornadas con doble galón dorado. De manga larga, recta y con bocamangas abiertas y adornadas con aplicaciones del mismo galón.
- Pañuelo: de seda labrada, con fondo negro en sarga y motivos vegetales estilizados en rojos.  Es cuadrado.  Con el cubría el pelo de forma total o parcial, el cual podía estar atado en la nuca o arriba, bien sobre un alto moño o sobre sus trenzas.
- Enagua: de tafetán de algodón blanco, formado por siete paños y volante bajero plisado.
- Saya: de fino paño de lana roja, de largura hasta los tobillos y plisada o fruncida en la cintura, en donde se remata con una cinturilla.  Se adorna con dos anchos galones. De terciopelo negro de seda y algodón (uno en la mitad de la falta y el otro en el bajo).
- Delantal: de terciopelo negro de seda con peto y forro de satén. Va fruncido en la cintura sobre una cinturilla con tres tablas, que cierra con cuatro corchetes y sobre dicho cierre un gran lazo con dos caídas.
- Medias: de punto liso mecánico, algodón blanco que llegan hasta el muslo.
- Aderezo: Joyas de gran tamaño aunque no solían ser muy valiosas ni abundantes. Solían ser regalos de la familia.  Solían ser de plata, plata sobredorada y cobre, con adornos en coral.